# Packard Custom Super Eight
El Packard Custom Super Eight One-Eighty fue presentado como parte de la gama de 1940 (serie 18) por la Packard Motor Car Company para reemplazar al Packard Twelve, que había dejado de producirse como su modelo de lujo de primera línea. El automóvil se derivó del Packard Super Eight One-Sixty, con el que compartía el tren de rodaje completo, incluido el motor de ocho cilindros en línea y 356 pulgadas cúbicas (5833,8 cm³), que desarrollaba 160 caballos. Fue anunciado como el motor de ocho cilindros más potente ofrecido por cualquier fabricante de automóviles en 1940 (por ejemplo, el Cadillac Series 70 V-8 de 346 pulgadas cúbicas desarrollaba 150 hp). Fue complementado y reemplazado gradualmente por el Packard Clipper de nivel medio y de aspecto más moderno en 1941 y se integró en el Super Eight después de la guerra.

## Historia
Los Packard de todas las series (110, 120, 160, 180) compartieron un estilo de carrocería similar en 1940 (que algunos dijeron más tarde condujo a un "abaratamiento" de la marca de lujo, hasta entonces exclusiva), utilizando las mismas carrocerías con capós y guardabarros delanteros de diferente longitud para ajustarse a sus respectivos chasis. Así, el 160 y el 180 recibieron carrocerías idénticas. Sin embargo, los 180 presentaban detalles interiores más cuidados, con las mejores telas, cuero y alfombras disponibles. Packard utilizó un techo de lana especial en estos coches únicamente, que estaba cosido longitudinalmente. La firma diseñó la división interna de sus limusinas de manera que no quedaba indicio alguno de su presencia cuando se bajaba el vidrio de separación, lo que permitía al propietario usar el automóvil por sí mismo como un sedán (de ahí la designación "Limusina sedán" de Packard).

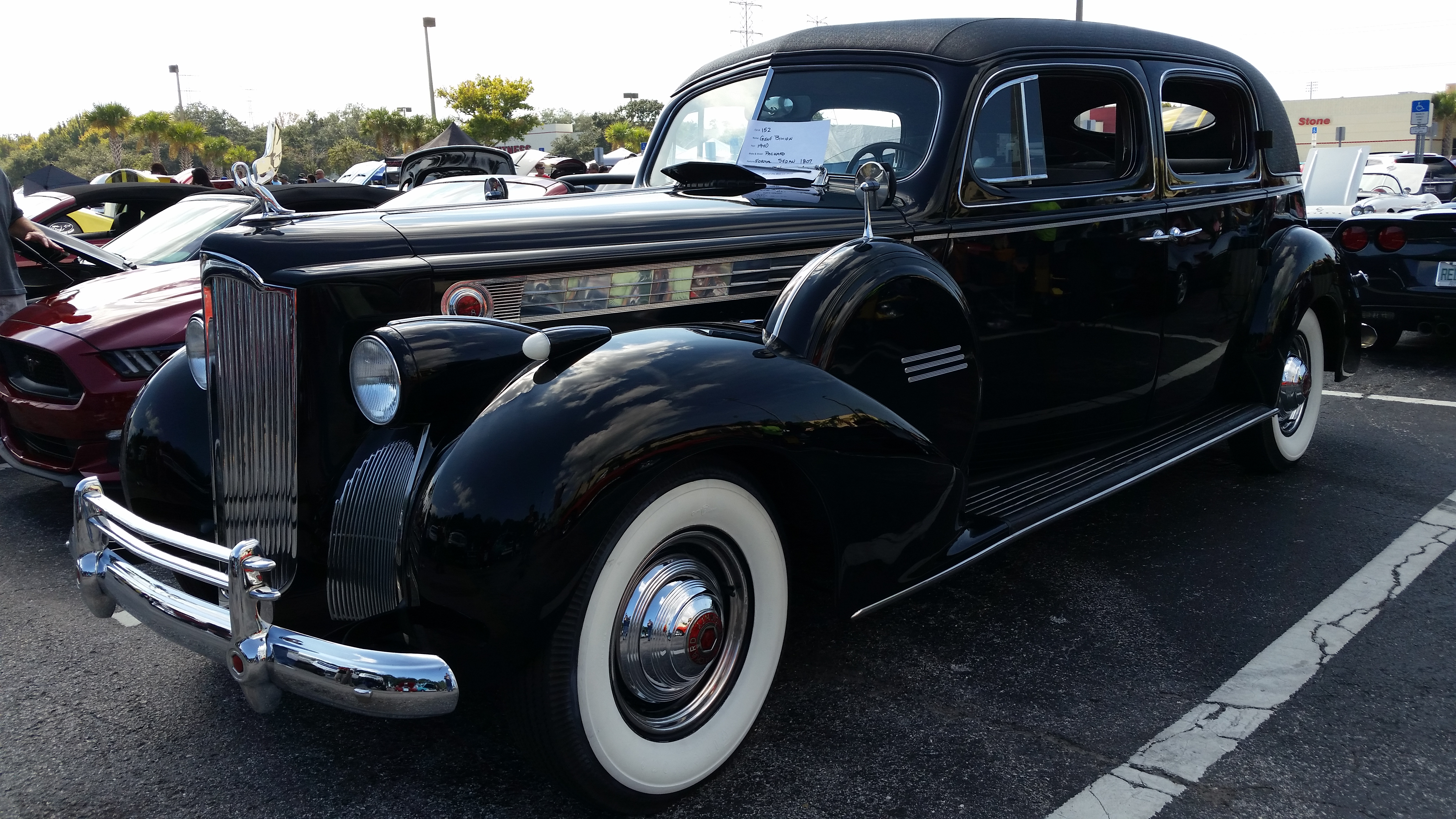
Packard Custom Super Eight One-Eighty Formal Sedán (Series 1807) de 1940

En 1940, Packard incluyó el acondicionamiento de aire como una opción. Fue desarrollado por la Henney Motor Company, empresa con la que Packard tenía una antigua conexión comercial. El aire acondicionado se había utilizado en ambulancias con carrocería de origen Henney ya en 1938. Era la primera vez que el aire acondicionado estaba disponible en un automóvil de serie. El Packard 180 también fue el primer automóvil en tener elevalunas eléctricos.
En un acuerdo exclusivo con Packard desde 1937 hasta la desaparición de Henney en 1954, Henney proporcionó carrocerías para ambulancias, coches fúnebres y portaflores de Packard, y a menudo suministraba carrocerías especiales personalizadas para automóviles de pasajeros. Los modelos de Henney anteriores a la Segunda Guerra Mundial generalmente estaban ajustados al chasis de los 160-180, pero en realidad se construyeron para el chasis Packard 120A con una distancia entre ejes de 156 pulgadas, con el motor más pequeño de 288 pulgadas cúbicas, aunque también había versiones disponibles sobre los chasis 160 y 180.
Packard ofreció carrocerías exclusivas a partir de 1937 con el LeBaron descapotable serie L-394 por 4850 dólares (unos 102 793 $ en 2023 ) y la carrocería LeBaron town car serie L-395 por 4990 dólares (unos 105 760 $ en 2023 ). Desde 1938 hasta 1942, Rollston y Brunn & Company ofrecieron varias opciones de carrocerías personalizadas a la lista exclusiva.

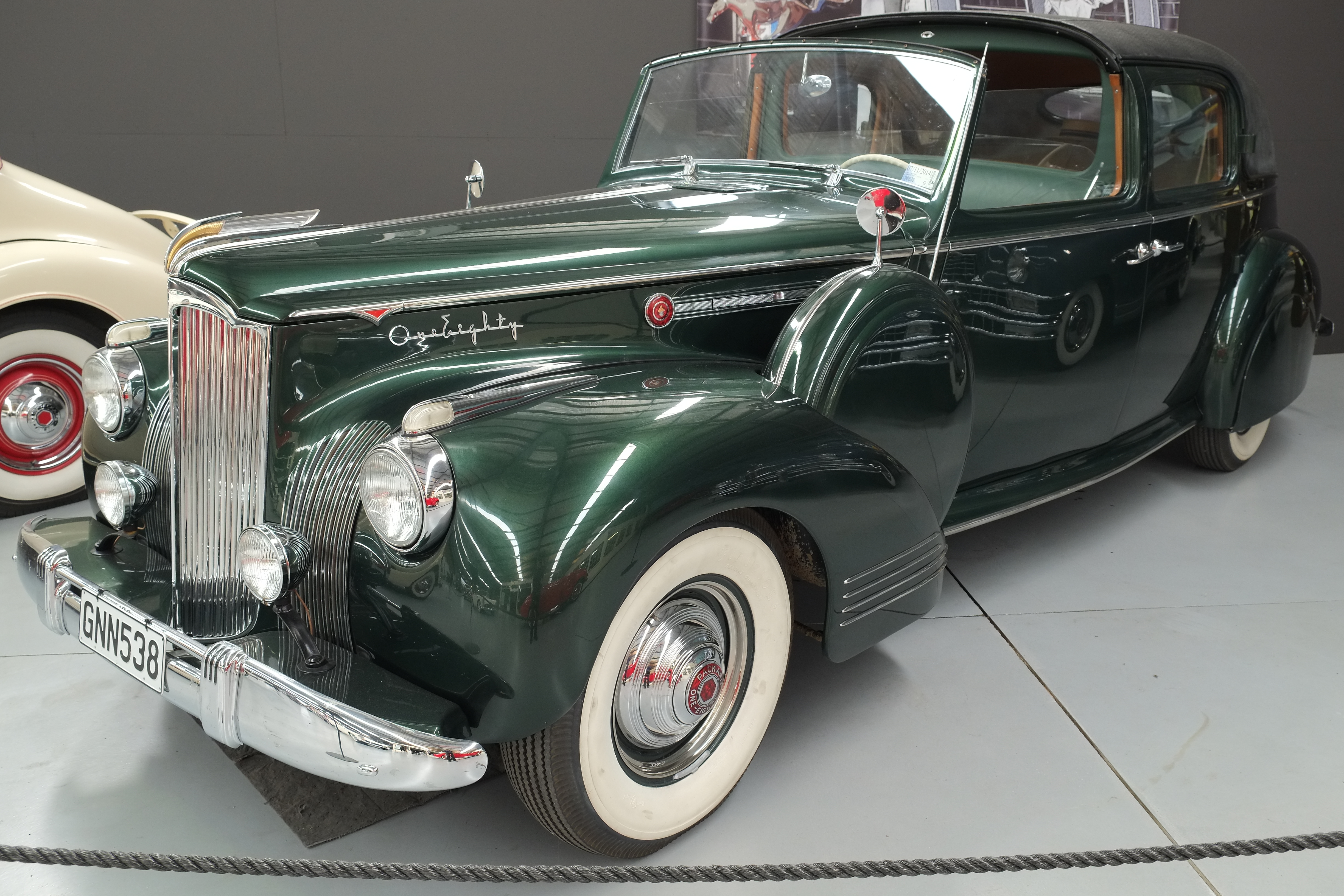
Packard Super Eight One-Eighty de 1942 "todo tiempo", carrozado por Rollston (Series 2008)

Hubo cambios de estilo menores en los modelos de 1941 y 1942 (series 19 y 20), el más notable de los cuales fue el movimiento de los faros delanteros hacia los guardabarros. También por primera vez, los estribos se pudieron eliminar colocando un panel basculante en su lugar para cubrir el chasis, y se dispuso de esquemas de pintura de dos tonos. La novedad de 1941 fue el "Electromatic Drive", un sistema de embrague operado por vacío para la transmisión manual convencional de 3 velocidades. La transmisión automática propia de Packard, el sistema Ultramatic, no estaría lista hasta 1949.

Los 180 finales salieron de la línea de ensamblaje de Packard en febrero de 1942, cuando las restricciones de producción de la Segunda Guerra Mundial detuvieron la producción de automóviles civiles. Ha habido acusaciones de que los troqueles para los modelos Junior y Senior se vendieron a la Unión Soviética durante la Segunda Guerra Mundial, y la producción continuó hasta 1959 como ZIS-110. James Ward no encontró evidencias en los archivos de Packard de tal transferencia, Además, el ZIS-110 no comparte láminas de metal con ningún Packard, a pesar del hecho de que sus elementos de decoración externos fueron diseñados intencionadamente para parecerse mucho a los Packard de antes de la guerra, favorecidos por Stalin después de haber recibido un sedán convertible Super Eight del 38 como regalo de Franklin D. Roosevelt.

## Coches con carrocería Darrin

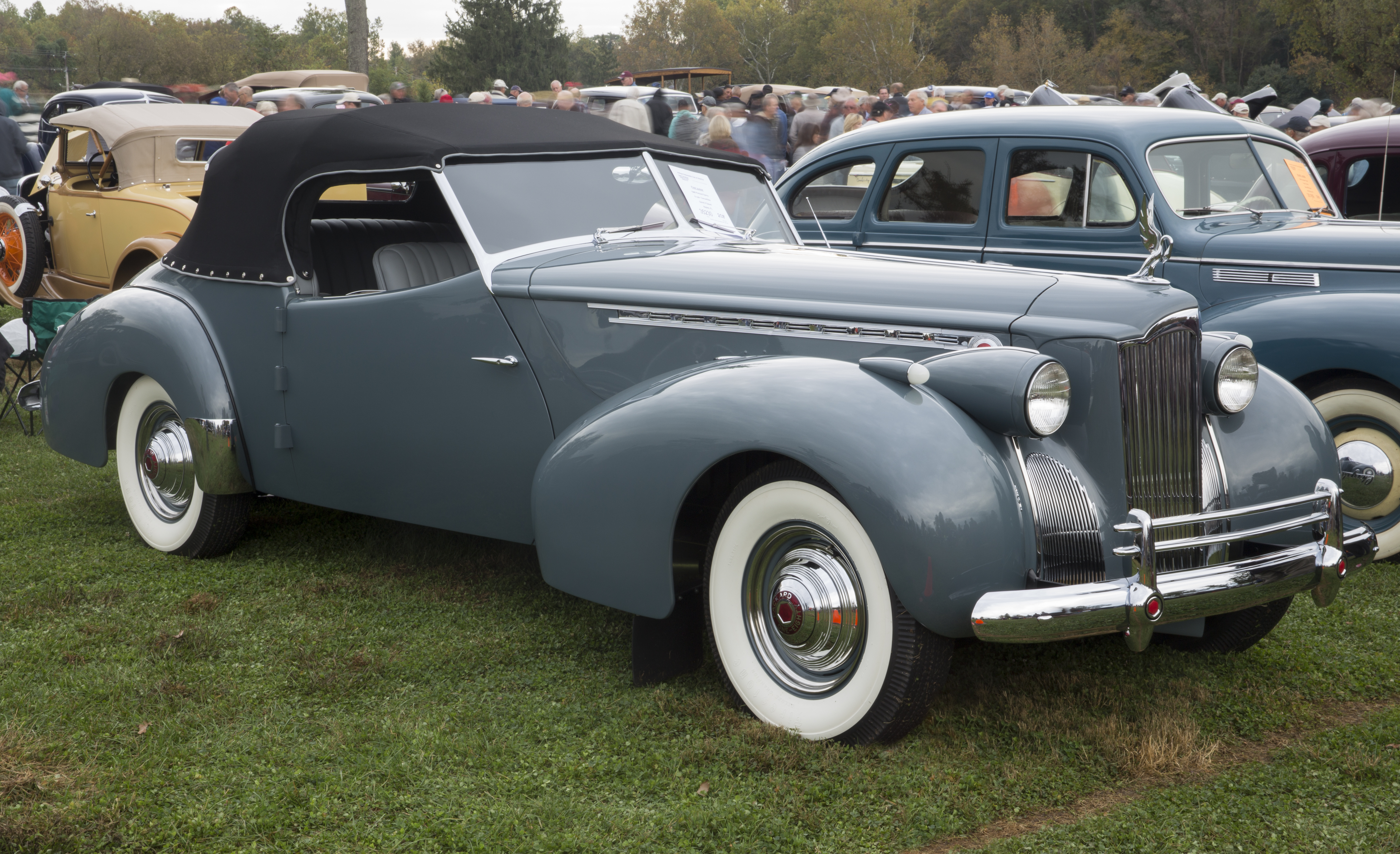
Packard One Eighty Convertible Victoria de 1940, carrozado por Darrin

El diseñador Howard "Dutch" Darrin había fabricado a partir de 1937 algunas carrocerías especiales sobre la base de Packard. Trató de venderlas con la idea de que los automóviles con carrocería Darrin fueran ofrecidos directamente por Packard, y finalmente se salió con la suya después de estacionar una de sus creaciones junto al lugar de la conferencia anual de distribuidores de Packard. Para el modelo del año 1940, estaban disponibles tres estilos de carrocería Darrin: el Sport Sedán cerrado de cuatro puertas, el Convertible Sedán de cuatro puertas y el Convertible Victoria de dos puertas. Se construyeron alrededor de 100 Packard Darrin hasta 1942, cuando la producción de automóviles privados terminó debido a la guerra, una cantidad muy inferior a lo inicialmente planeado.

Construir incluso esta cantidad de automóviles habría sobrepasado a los talleres de Darrin en Hollywood, por lo que fueron construidos por American Central Manufacturing, uno de los últimos restos del conglomerado Auburn-Cord-Duesenberg, en Connersville (Indiana) ("Little Detroit") Indiana en su lugar. Darrin viajaba de ida y vuelta entre California e Indiana supervisando la construcción. Este trabajo se trasladó a Sayers & Scovill en Cincinnati (la empresa se convirtió en Hess & Eisenhardt en 1942) para permitir que ACM se concentrara en la construcción de carrocerías de Jeep. Entre 59 y 72 Packard Darrin se construyeron en 1940, de los cuales 44 (o 48) eran One-Eighties y el resto One-Twenties. Para los modelos de los años 1941 y 1942, se dejaron de producir los Darrin de cuatro puertas, quedando solo el Convertible Victoria.